# Zostera chilensis
Zostera chilensis är en bandtångsväxtart som först beskrevs av J.Kuo, och fick sitt nu gällande namn av Surrey Wilfrid Laurance Jacobs och Les. Zostera chilensis ingår i släktet bandtångssläktet, och familjen bandtångsväxter. IUCN kategoriserar arten globalt som starkt hotad. Inga underarter finns listade.